# Phytomyza ditmani
Phytomyza ditmani este o specie de muște din genul Phytomyza, familia Agromyzidae, descrisă de Kulp în anul 1968.
Este endemică în District of Columbia. Conform Catalogue of Life specia Phytomyza ditmani nu are subspecii cunoscute.